# Thermal Pad

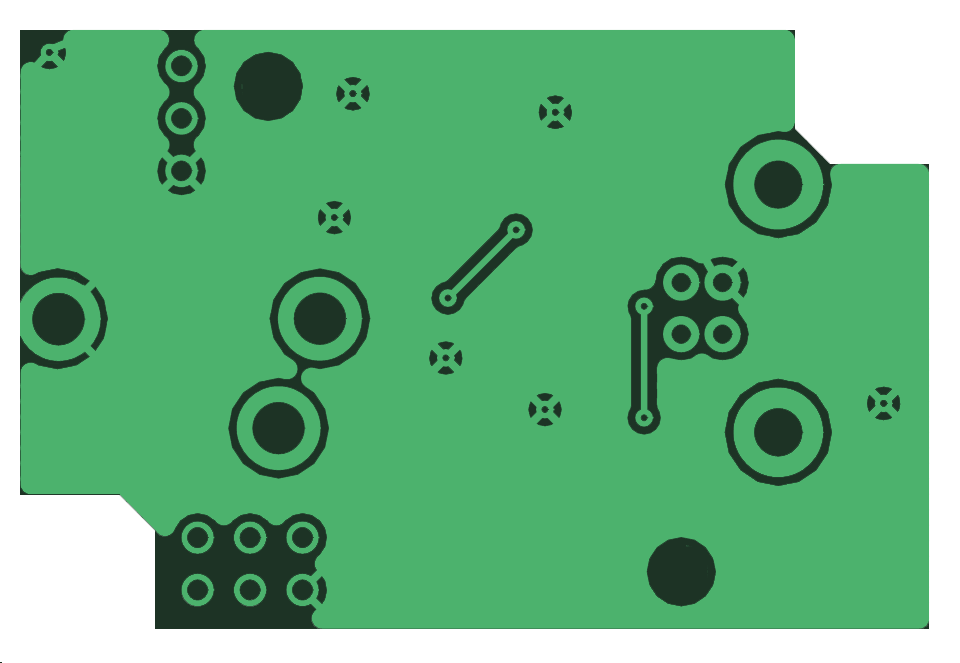
Thermal Pads in einer großflächigen, grün dargestellten Kupferfläche

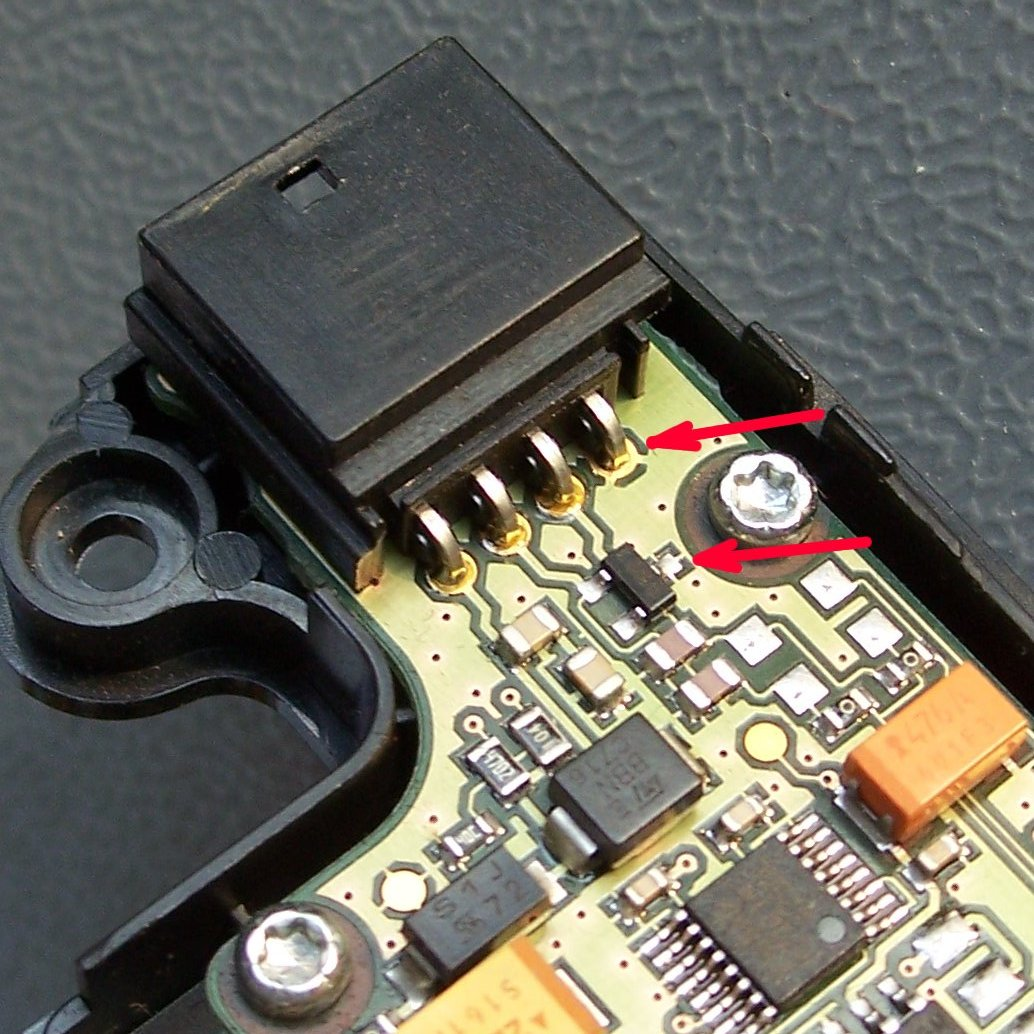
Thermal Pads auf einer realen Leiterplatte

Als Thermal Pad oder Wärmefalle bezeichnet man auf Leiterplatten Lötflächen (PADs) von elektronischen Bauteilen, die nicht vollflächig, sondern nur mit dünnen Stegen an größere Kupferflächen angeschlossen werden.
Die Verkleinerung des Querschnitts der Verbindungen verhindert, dass bei punktueller Erwärmung, wie bei Handlötungen, die Wärme über die an die Lötflächen elektrisch angeschlossene Kupferfläche, z. B. eine Masselage, abfließt und der Lötprozess dadurch beeinträchtigt wird. Bei großflächiger Erwärmung der Leiterplatte, beispielsweise beim maschinellen Reflow-Löten, wo die komplette Leiterplatte einheitlich aufgewärmt wird, sind keine Thermal Pads notwendig, stören aber im Regelfall nicht. Bei kleinen SMD-Bauteilen (Bauform kleiner 1206) können Wärmefallen das Aufrichten der Bauteile während der Erstarrungsphase (Grabsteineffekt / Tombstoning) verhindern, wenn der eine Bauteilanschluss auf einer kleinen und der andere in einer großen Lötfläche sitzt.
Bei gesteigerten Anforderungen an geringe Wärmeübergangswiderstände im Bereich der Leistungselektronik, wo unter anderem auch über die Lötstellen in die metallischen Flächen Verlustwärme abgeführt wird, sind Thermal Pads hinderlich. Ebenfalls störend wirken Wärmefallen bei thermisch optimierten Leiterplatten mit einem Kern aus Aluminium, wie sie beispielsweise als Träger bei LED-Scheinwerfern eingesetzt werden.
Zudem erhöhen Wärmefallen die Induktivität der Verbindung, was bei Hochfrequenzschaltungen problematisch sein kann.